# Coleophora settari
Coleophora settari é uma espécie de mariposa do gênero Coleophora pertencente à família Coleophoridae.